# Scrittura collettiva
La scrittura collettiva è una forma di scrittura di testi che coinvolge più autori. Normalmente si parla di scrittura collettiva in riferimento alla composizione di testi narrativi, mentre si preferisce usare la dizione più generica scrittura collaborativa per testi di altro tipo.
Il fenomeno della scrittura collettiva, per lungo tempo relegato al rango di gioco letterario, in Italia ha una forte tradizione e negli ultimi anni ha assunto dignità artistica e commerciale, grazie soprattutto al successo dei romanzi del collettivo Wu Ming, al quale si sono affiancati i collettivi Kai Zen e Paolo Agaraff, quest'ultimo anche con l'eteronimo Pelagio D'Afro.
Nel 2006, un gruppo di operatori romani ha registrato il marchio "Scrittura Collettiva" per una serie di progetti di scrittura in contemporanea in ambito sociopedagogico (scuole, carceri, ospedali).
Nel 2007, gli scrittori Gregorio Magini e Vanni Santoni hanno fondato il SIC (Scrittura Industriale Collettiva), un metodo scientifico di scrittura collettiva per la stesura partecipata di racconti e romanzi da parte di gruppi e masse, che ha finora prodotto otto racconti (compresi tra le dodici e le venti mani) e un romanzo (a 230 mani).

## Esperimenti degni di nota e libri pubblicati
- Lo Zar non è morto (1929), romanzo d'avventura fantapolitico scritto a 20 mani dal “Gruppo dei Dieci”, un collettivo di Futuristi capeggiato da Filippo Tommaso Marinetti e Massimo Bontempelli (ne facevano parte anche Antonio Beltramelli, Lucio D'Ambra, Alessandro De Stefani, Fausto Maria Martini, Guido Milanesi, Alessandro Varaldo, Cesare Viola, Luciano Zuccoli).[6]
- L'elenco telefonico di Uqbar, una grande opera di scrittura collettiva in forma enciclopedica, nella quale ogni scrittore poteva aggiungere una voce dell'enciclopedia di un immaginario continente perduto, conservando e sviluppando i frammenti contenuti nelle altre voci. Il progetto si è aggiudicato la seconda edizione del Premio Scrittura Mutante ed è stato ideato, moderato e condotto da Lorenzo Trenti (uno dei fondatori della rete di "gioc-attori" del Flying Circus e della Fondazione Elia Spallanzani oltre che membro della Carboneria Letteraria), in collaborazione con l'Associazione di Letteratura Interattiva.
- One million Penguins, il libro-wiki lanciato nel 2007 dalla casa editrice Penguin Books.
- In ambito saggistico è noto il lavoro del gruppo di ricerca Ippolita che pratica dal 2005 una particolare forma di scrittura collettiva non gerarchica detta "scrittura conviviale"[7]. Da questa sperimentazione sono derivate alcune opere di filosofia radicale: Nell'acquario di Facebook. La resistibile ascesa dell'anarco-capitalismo[8], La rete è libera e democratica. Falso![9], Anime Elettriche[10] e altre. Tutti i libri del gruppo sono sotto licenza copyleft.
- In territorio nemico, il romanzo a 230 mani[11] scritto col metodo SIC uscito nell'aprile 2013 per minimum fax.[12]
- Maiden Voyage (Homo Scrivens, 2014), romanzo collettivo della Carboneria Letteraria, curato da Francesca Garello e scritto a 34 mani da 14 autori tra i quali 5 donne, 8 uomini (tra i quali Andrea Angiolino), e 1 autore multiplo (Pelagio D'Afro). Secondo il commento di Ennio Peres sul numero di luglio 2015 di Linus, si tratta di "un originale esperimento che coniuga narrazione, gioco, fantascienza e giallo". [13]
- La Torre di Asian, romanzo collettivo in Second Life, con Azzurra Collas e Asian Ledven, in parte pubblicato in Parla Come Navighi, Antologia Della Webletteratura Italiana, di Mario Gerosa, Edizioni Il Foglio 2009 e in un Concept Book “La torre di Asian-In viaggio” [14]